# NGC 2679
NGC 2679 ist eine linsenförmige Galaxie vom Hubble-Typ SB0 im Sternbild Krebs. Sie ist schätzungsweise 89 Millionen Lichtjahre von der Milchstraße entfernt.
Das Objekt wurde am 13. März 1785 von Wilhelm Herschel entdeckt.